# Cmentarz żydowski w Narolu
Cmentarz żydowski w Narolu – kirkut służący żydowskiej społeczności miasta Narol. Cmentarz powstał przypuszczalnie w XIX wieku. Cmentarz został zniszczony przez Niemców podczas II wojny światowej, wskutek czego do naszych czasów nie zachowały się żadne nagrobki.